# Ал'Алпино (Тревизо)
Ал'Алпино (итал. All'Alpino) је насеље у Италији у округу Тревизо, региону Венето.
Према процени из 2011. у насељу је живело 25 становника. Насеље се налази на надморској висини од 117 м.